# Helena Holmstedt
Helena Margaretha Cecilia Thunander Holmstedt, född Thunander 6 juni 1960 i Vantörs församling i Stockholms stad, är en svensk ekonom och ämbetsman. Hon är sedan 2011 Försvarsmaktens ekonomidirektör.

## Biografi
Holmstedt tog 1990 civilekonomexamen vid Handelshögskolan i Stockholm med inriktning på marknadsföring, strategi, konkurrensbevakning, segmentering och analys. År 2009 tog hon Master of Business Administration-examen vid Handelshögskolan.
Hon var 1983–1992 anställd på Consensus Fondkommission AB som backoffice-chef på aktiesidan med ansvar för projektledning och personalledning. Åren 1994–2011 var hon anställd vid AB SLL Internfinans, Stockholms läns landstings internbank: 1994–1998 som administrativ chef och 1998–2011 som verkställande direktör. Hon var dessutom 2000–2011 finansdirektör i Stockholms läns landsting med ansvar för landstingskoncernens ekonomi- och finansfrågor.
Helena Holmstedt är sedan 2011 ekonomidirektör, chef för Planerings- och ekonomiavdelningen samt ställföreträdande chef för Ledningsstaben vid Försvarsmaktens högkvarter.

## Källa
- Helena Holmstedts curriculum vitae, Försvarsmakten, länk, läst 2018-01-24.